# Un été pour tout changer
 (février 2021).
Si vous disposez d'ouvrages ou d'articles de référence ou si vous connaissez des sites web de qualité traitant du thème abordé ici, merci de compléter l'article en donnant les références utiles à sa vérifiabilité et en les liant à la section « Notes et références ».
Un été pour tout changer est le premier livre de Melissa de la Cruz. Publié en 2005 en France, il fait partie d'une série de quatre livres.

## Résumé
Jacqui, Eliza et Mara sont trois jeunes filles qui ne se connaissent pas et n'ont rien en commun. Et pourtant elles vont vivre ensemble un été qui va tout changer, et les rapprocher. Océan, bains de soleil, soirées branchées... et quatre bambins à surveiller : voilà les vacances de rêve qui attendent trois adolescentes embauchées comme filles au pair dans une famille des Hamptons, la station balnéaire ultra chic près de New York. Mara, Jacqui et Eliza débarquent chacune avec leurs illusions, mais bien sûr, rien ne va se passer comme prévu. Coups de théâtre, coups de cœur et coups de blues, cet été pourrait bien changer leur vie !

## Personnages
- Jacqui : Brésilienne qui part travailler dans les Hamptons afin de suivre un amour de vacances. Elle est belle, et le sait. Son corps parfait lui permet d'accéder à bien des privilèges.
- Eliza : très jolie jeune fille riche, qui se retrouve pourtant contrainte de travailler durant son été puisque sa famille se retrouve fauchée.
- Mara : une jeune campagnarde de 16 ans, fait ses premiers pas dans le monde fortuné des Hamptons. Très volontaire et sérieuse, elle passe son été à s'occuper des enfants, et à flirter avec leur grand-frère, le beau Ryan Perry.